# Monoctonus mali
Monoctonus mali är en stekelart som beskrevs av Van Achterberg 1989. Monoctonus mali ingår i släktet Monoctonus och familjen bracksteklar. Inga underarter finns listade i Catalogue of Life.